# Автошлях B41 (Німеччина)
Федеральний автошлях 41 (B41, нім. Bundesstraße 41)  — федеральна дорога в Німеччині в землі Саар і Рейнланд-Пфальц загальною протяжністю близько 140 кілометрів. Вона з'єднує Саарбрюкен з федеральним автобаном A61 біля Бад-Кройцнаха.
Федеральне шосе 41 можна розглядати як продовження французького національного маршруту 3. На прикордонному переході "Goldene Bremm" вона змінює вулицю "Rue du Roussillon" (громада Стірен-Вендель) в районі міста Саарбрюкен, де стає Metzer Straße (дорога до Меца). Меморіал переслідуваним націонал-соціалістами прямо на кордоні.